# Saint-Mayeux
Saint-Mayeux (tiếng Breton: Sant-Vaeg) là một xã của tỉnh Côtes-d’Armor, thuộc vùng Bretagne, tây bắc Pháp.

## Dân số
| Năm | 1962 | 1968 | 1975 | 1982 | 1990 | 1999 |
| --- | ---- | ---- | ---- | ---- | ---- | ---- |
| Dân số | 839  | 874  | 773  | 664  | 539  | 484  |
| From the year 1962 on: No double counting—residents of multiple communes (e.g. students and military personnel) are counted only once. |      |      |      |      |      |      |

Người dân ở Saint-Mayeux được gọi làMayochins.